# AAR 차륜 배치 표기
AAR 차륜 배치(AAR wheel arrangement) 시스템은 미국 철도 협회가 개발한 기관차(또는 유닛)의 차륜 배치를 분류하는 방법이다. 유럽의 UIC 분류를 단순화한 것으로, 북아메리카에서 디젤 기관차 및 전기 기관차(제3궤조 전기 기관차 포함)를 설명하는 데 널리 사용된다. 증기 기관차에는 사용되지 않으며, 대신 화이트식 표기를 사용한다(단, 기어드 증기 기관차는 모델과 트럭 수로 분류된다).
AAR 시스템은 화이트식 표기와 달리 차륜이 아닌 차축을 세는 방식이다. 문자는 동력 차축을 나타내고, 숫자는 비동력(또는 유휴) 차축을 나타낸다. "A"는 동력 차축 1개, "B"는 연속된 동력 차축 2개, "C"는 연속된 동력 차축 3개, "D"는 연속된 동력 차축 4개를 나타낸다. "1"은 유휴 차축 1개, "2"는 연속된 유휴 차축 2개를 나타낸다. 대시("–")는 대차 또는 차륜 조립품을 구분한다. 더하기 기호("+")는 스팬 볼스터로 대차를 연결하거나 철도 연결기 대신 견고한 견인봉으로 개별 기관차를 연결하는 등 관절을 나타낸다.

## 1A-A1
"1A-A1"은 유닛 아래에 두 개의 대차(또는 차륜 조립품)가 있음을 의미한다. 각 대차에는 동력 차축 1개와 유휴 차축 1개가 있으며, 유휴 차축은 바깥쪽에 있다. 버드 RDC 디젤 동력분산식 열차(DMU) 차량이 그 예이다.

## 1B-1B
"1B-1B"는 두 개의 동력 차축 앞에 선행 유휴 차축이 있는 두 개의 대차가 있음을 의미한다. 이 배열은 1938년 산타페 철도 소유의 EMC 1800 hp B-B 기관차 두 대의 B-B 배열을 고속 안정성 향상을 위해 업그레이드하는 데 사용되었다.

## 1-D
"1-D"는 두 개의 대차 또는 차축 그룹이 있음을 의미한다. "1" 대차는 유닛 앞쪽에 있으며, 유휴 차축 1개를 갖는다. 나머지 4개의 차축은 이 선행 대차 뒤의 프레임에 단단히 장착되어 있다(또는 두 번째 대차에 그룹화되어 있다). 이는 특히 1개의 대차/4개의 고정 차축 기관차로 제작될 때 2-8-0 컨솔리데이션과 대략적으로 동등한 화이트식 표기이다. 알려진 유일한 예는 텍사스 멕시칸 철도가 건설하고 소유한 일련의 디젤 박스캡 기관차이다.

## 2-A1A
"2-A1A"는 두 개의 대차 또는 차륜 조립품이 있음을 의미한다. "2" 대차는 유닛 앞쪽에 있으며, 연속된 유휴 차축 2개를 갖는다. "A1A" 대차는 유닛 뒤쪽에 있으며, 동력 차축 1개, 유휴 차축 1개, 그리고 동력 차축 1개를 더 갖는다. FM OP800 800 hp (600 kW) 동차는 그 예이며, 이 중 6대는 1939년에 세인트루이스 카 회사에서 서던 철도 전용으로 제작되었다.

## 2-B
"2-B"는 두 개의 대차 또는 차륜 조립품이 있음을 의미한다. "2" 대차는 유닛 앞쪽에 있으며, 연속된 유휴 차축 2개를 갖는다. "B" 대차는 유닛 뒤쪽에 있으며, 동력 차축 2개를 갖는다. ALCO/ACF가 1935년과 1937년에 레벨 유선형 열차에 사용하기 위해 제작한 3개의 경량 파워 카가 그 예이다.

## 3-A1A
"3-A1A"는 두 개의 대차 또는 차륜 조립품이 있음을 의미한다. "3" 대차는 유닛 앞쪽에 있으며, 연속된 유휴 차축 3개를 갖는다. "A1A" 대차는 유닛 뒤쪽에 있으며, 동력 차축 1개, 유휴 차축 1개, 그리고 동력 차축 1개를 더 갖는다. FM OP800 800 hp (600 kW) 동차는 그 예이며, 이 중 6대는 1939년에 세인트루이스 카 회사에서 서던 철도 전용으로 제작되었다.

## A1-1A
"A1-1A"는 유닛 아래에 두 개의 대차 또는 차륜 조립품이 있음을 의미한다. 각 대차에는 동력 차축 1개와 유휴 차축 1개가 있으며, 동력 차축은 바깥쪽에 있다.

## A1A-2
"A1A-2"는 두 개의 대차가 있음을 의미한다. "A1A" 대차는 유닛 앞쪽에 있으며, 동력 차축 1개, 유휴 차축 1개, 그리고 동력 차축 1개를 더 갖는다. "2" 대차는 유닛 뒤쪽에 있으며, 연속된 유휴 차축 2개를 갖는다. 실버 차저 파워 카는 제너럴 퍼싱 제퍼의 예이다.

## A1A-3
"A1A-3"은 두 개의 대차가 있음을 의미한다. "A1A" 대차는 유닛 앞쪽에 있으며, 동력 차축 1개, 유휴 차축 1개, 그리고 동력 차축 1개를 더 갖는다. "3" 대차는 유닛 뒤쪽에 있으며, 연속된 유휴 차축 3개를 갖는다. 볼드윈 DR-6-2-10 1,000 hp (750 kW) 캡 유닛이 그 예이며, 1948년에 시카고 앤드 노스 웨스턴을 위해 단 한 대만 제작되었다.

## A1A-A1A
"A1A-A1A"는 기관차 아래에 두 개의 대차가 있음을 의미한다. 각 대차에는 동력 차축 2개가 있으며, 그 사이에 유휴 차축이 있다. 이는 기관차의 무게를 선로에 더 고르게 분산시키고, 2축 대차에서 문제가 되는 고속에서의 대차 흔들림 경향을 상쇄한다. 유휴 바퀴는 동력 바퀴보다 작을 수 있다.
이 차륜 배열을 가진 기관차의 예로는 고속 여객 기관차인 EMD E-유닛과 ALCO PA가 있으며, 이중 서비스 FM 이리-빌트도 포함된다. BNSF 철도는 2009년에 이 유형의 대차를 장착한 ES44C4 기관차를, 2015년에는 ET44C4를 인도받았다. 영국에서는 31형이 이 차륜 배열을 사용한다. 와브텍 FLXDrive도 이 배열을 사용한다.

## A1A-B+B
"A1A-B+B"는 세 개의 대차가 있음을 의미한다. 첫 번째 대차는 세 개의 차축을 가지며, 가운데 차축은 동력이 없다. 두 개의 2축 대차는 각각 두 개의 동력 차축을 가지며, 유닛 후방 아래에서 스팬 볼스터로 연결된다. 현재까지 이 배열의 유일한 예는 단일 실험용 EMD SDP45였다.

## B
"B"는 유닛 아래에 두 개의 동력 차축이 있음을 의미한다. 이 차축들은 기관차의 다른 부분에 대해 관절식으로 연결되어 있지 않다. 이 배열은 EMD 모델 40과 같은 매우 작은 기관차에만 사용된다. 또한 스피더에도 사용된다. 이 배열은 때때로 0-4-0 또는 화이트식 표기와 동등하다고 언급된다.

## B-1
"B-1"은 두 개의 대차가 있음을 의미한다. "B" 대차는 유닛 앞쪽에 있으며, 동력 차축 2개를 갖는다. "1" 대차는 유닛 뒤쪽에 있으며, 유휴 차축 1개를 갖는다. EMD가 1956년에 제작한 3대의 EMD LWT12 기관차가 그 예이다.

## B1-1B
인도 철도의 EMD GT46PAC (WDP-4) 여객용 디젤 기관차는 초기 10대가 2000-01년에 당시 GM 소유의 EMD에서 제작되었으며, 더 나은 가속과 속도를 위해 초기에는 이 구성을 가졌지만, 이후 모든 인도에서 제작된 WDP-4는 C-C 구성의 "WDP-4B"로 개발될 때까지 이 구성을 가졌다. EMD는 B1-1B 배열을 가진 20대의 SD70ACe-P4 기관차를 제작했는데, 이 기관차는 두 개의 3축 대차를 가지며 각 대차에는 2개의 교류 견인 전동기와 연료 탱크에 가장 가까운 유휴 차축 1개가 있다. 이 기관차는 두 개의 3축 대차에 각각 3개의 직류 견인 전동기를 사용하는 SD70M-2의 교류 견인 대안으로 설계되었다. BNSF만이 2014년에 이 모델을 주문했다. 이 차륜 배열을 가진 다른 기관차는 메트라의 여객 서비스용으로 프로그레스 레일에서 재건축한 EMD SD70MACH이다. 2020년 메트라는 이 기관차 15대 구매를 승인했으며, 추가로 27대까지 구매할 수 있는 옵션을 가졌다.

## B-2
"B-2"는 두 개의 대차가 있음을 의미한다. "B" 대차는 유닛 앞쪽에 있으며, 동력 차축 2개를 갖는다. "2" 대차는 유닛 뒤쪽에 있으며, 연속된 유휴 차축 2개를 갖는다. 볼드윈이 1956년과 1957년에 풀먼-스탠더드 트레인-X 장비에 사용하기 위해 제작한 세 대의 경량 RP-210 기관차가 그 예이다.

## B-A1A
"B-A1A"는 두 개의 대차가 있음을 의미한다. "B" 대차는 유닛 앞쪽에 있으며, 동력 차축 2개를 갖는다. "A1A" 대차는 유닛 뒤쪽에 있으며, 동력 차축 1개, 유휴 차축 1개, 그리고 동력 차축 1개를 더 갖는다. 1950년부터 1955년까지 제작된 일부 FM C-라이너 (대부분 여객용) 및 EMD FL9가 그 예이다.

## B-B
"B-B"는 두 개의 동일한 대차가 있음을 의미한다. 각 대차에는 동력 차축 2개가 있으며, 복합운송열차 및 고속철도와 같은 고속, 저중량 적용 분야와 입환용 기관차에서 현재 널리 사용되는 구성이다. EMD GP (범용), EMD F-유닛, EMD SW1500, 아셀라 익스프레스 파워카, 지멘스 차저, 지멘스 ACS-64 및 GE 제네시스 유닛이 그 예이다. 정기 운행을 하는 고속 ("시간") 화물 열차는 종종 3,800 HP (축당 950 HP)의 B-B 기관차를 사용했지만, 이 적용 또한 대부분 더 고출력의 4,500 HP C-C 기관차 (축당 750 HP)로 대체되었다. 미국에서는 "B-B"를 "4축"이라고도 부른다.

## B-2-B
"B-2-B"는 세 개의 대차가 있음을 의미한다. 중앙 대차에는 두 개의 동력 없는 차축이 있고, 양쪽 끝의 대차에는 두 개의 동력 차축이 있다. 기관차 프레임은 관절식으로 연결되거나 중앙 대차에 상당한 측면 유격이 제공되어야 한다. 이 유형의 예는 라이트 레일 차량으로 제작되었다.

## B-B-B
"B-B-B"는 세 개의 대차가 있음을 의미한다. 각 대차에는 두 개의 동력 차축이 있다. 기관차 프레임은 관절식으로 연결되거나 중앙 대차에 상당한 측면 유격이 제공되어야 한다. 러시아의 VL85와 미국의 EMD GM10B가 대표적인 예였다. Bo-Bo-Bo도 참조.

## B+B+B
"B+B+B"는 유닛 아래에 각각 2개의 동력 차축이 있는 3개의 관절형 세트가 있음을 의미한다. 기관차 프레임은 중앙 차축 세트에 상당한 측면 유격을 제공해야 하며, 끝 차축 세트에는 끝 유격도 허용해야 한다. 1923년 멕시코 철도의 GE 박스캡 전기 기관차 10대가 이 차륜 배열의 예이다.

## 2-B+B-2
"2-B+B-2"는 유닛 아래에 두 세트의 관절형 차축이 있음을 의미한다. 각 세트 내에는 두 개의 유휴 차축을 가진 대차가 있고, 그 안쪽에는 두 개의 동력 차축이 있다. 이 두 개의 관절형 세트는 등받이로 연결되어 있고 힌지로 연결되어 있다. PRR DD1 및 DD2 전기 기관차가 이 배열을 사용했다.

## 2-B+B+B+B-2
"2-B+B+B+B-2"는 유닛 아래에 두 세트의 관절형 차축이 있음을 의미한다. 각 세트 내에는 두 개의 유휴 차축을 가진 대차가 있고, 그 안쪽에는 두 개의 동력 차축이 있으며, 또 다른 두 개의 동력 차축 세트에 힌지로 연결되어 있다. 이 두 개의 관절형 세트는 등받이로 연결되어 있고 힌지로 연결되어 있다. 밀워키 로드 EF-1 "박스캡" 전기 기관차가 그 예이다.

## B+B-B+B
"B+B-B+B"는 유닛 아래에 4개의 대차가 있음을 의미한다. 각 대차에는 2개의 동력 차축이 있으며, 이들의 쌍은 스팬 볼스터로 연결되어 있다. 한 가지 예로는 1963년부터 1965년까지 제작된 제너럴 일렉트릭 U50이 있다. GE가 유니언 퍼시픽을 위해 제작한 4500마력 (3.4MW) 터빈 기관차도 이 배열을 사용했다. EFVM 철도는 브라질에서 "표준" 및 넓은 운전실을 가진 협궤 GE "BB" 기관차를 이 배열로 사용한다. 예를 들어, GE 대시 9-40BBW는 GE 대시 9-40CW 시리즈 4,000 hp (3,000 kW) 기관차의 넓은 운전실 버전으로, B+B-B+B 차륜 배열을 가지고 있다. 2015년부터 브라질의 미터 궤도 철도를 위해 생산된 EMD SD70ACe-BB도 B+B-B+B 배열을 가지고 있다.

## B-B+B-B
"B-B+B-B"는 기관차가 네 개의 대차를 가지고 있음을 의미한다. 각 대차에는 두 개의 동력 차축이 있다. 중간 쌍의 대차는 스팬 볼스터로 연결되어 있다. 대부분의 경우 기관차는 스팬 볼스터 위에서 관절식으로 연결된다. 유니언 퍼시픽의 M-10002 디젤 유선형 열차와 뉴욕 센트럴의 T-모터 제3궤조 전기 기관차가 이 유형의 예이다. 이 배열에는 두 개의 B-B 유닛이 영구적으로 연결된 기관차도 포함되며, 예를 들어 일반적인 연결기 대신 두 유닛을 연결하는 단단한 견인봉을 가졌던 일부 EMD FT 유닛이 있다. 알스톰이 2017년부터 인도 철도의 광궤 선로를 위해 제작한 12,000 HP (9,000 kW)의 WAG-12 쌍절 전기 기관차도 B-B+B-B 배열을 사용한다.

## B-B-B-B
"B-B-B-B"는 4개의 대차가 있음을 의미한다. 각 대차에는 2개의 동력 차축이 있다. 기관차 프레임은 중앙 대차에 상당한 측면 유격을 제공해야 한다.

## B-B+B-B+B-B
"B-B+B-B+B-B"는 기관차가 6개의 대차를 가지고 있음을 의미한다. 각 대차에는 두 개의 동력 차축이 있다. 이 구성을 가진 것으로 알려진 유일한 기관차는 영구적으로 연결된 3개의 B-B 유닛으로 구성된 두 대의 EMD TR3 기관차였는데, 이들은 일반적인 연결기 대신 유닛들을 연결하는 단단한 견인봉을 가졌다.

## C
"C"는 유닛 아래에 세 개의 동력 차축이 있음을 의미한다. 이들은 기관차의 다른 부분에 대해 관절식으로 연결되어 있지 않다. 이 배열은 PRR B1과 같은 매우 작은 기관차에만 사용된다. 이 배열은 때때로 0-6-0 또는 화이트식 표기와 동등하다고 언급된다.

## C-B
"C-B"는 두 개의 대차가 있음을 의미한다. "C" 대차는 유닛 앞쪽에 있으며, 동력 차축 3개를 갖는다. "B" 대차는 유닛 뒤쪽에 있으며, 동력 차축 2개를 갖는다. 일본의 DE10, DE11, DE15 및 영국 철도 28형이 이 차륜 배열을 사용하는 유일한 기관차이다.

## C-C
"C-C"는 두 개의 동일한 대차가 있음을 의미한다. 각 대차에는 3개의 동력 차축이 있다. EMD SD (특수 목적), GMD GF6C, EMD GM6C, PRR E44, GE E60, 버진리안 EL-C 및 GE 에볼루션 시리즈 유닛 (단, ES44C4와 ET44C4는 A1A-A1A 차륜 배열을 사용)이 그 예이다. 이는 단위 석탄 열차와 같은 저속, 고중량 적용 분야에서 현재 널리 사용되는 구성이다. 일반("매니페스트") 화물 열차도 C-C 기관차를 사용한다. Co-Co도 참조. 미국에서는 "C-C"를 "6축"이라고도 부른다.

## 1-C+C-1
"1-C+C-1"은 유닛 아래에 두 세트의 관절형 차축이 있음을 의미한다. 각 세트 내에는 하나의 유휴 차축을 가진 대차가 있고, 그 안쪽에는 세 개의 동력 차축이 있다. 이 두 개의 관절형 세트는 등받이로 연결되어 있고 힌지로 연결되어 있다. PRR FF1 및 FF2 전기 기관차가 이 배열을 사용했다.

## 2-C+C-2
"2-C+C-2"는 유닛 아래에 두 세트의 관절형 차축이 있음을 의미한다. 각 세트 내에는 두 개의 유휴 차축을 가진 대차가 있고, 그 안쪽에는 세 개의 동력 차축이 있다. 이 두 개의 관절형 세트는 등받이로 연결되어 있고 힌지로 연결되어 있다. 펜실베이니아 철도의 GG1 및 콤파니아 파울리스타의 전기 기관차가 이 배열의 대표적인 예였다.

## 2+C-C+2
"2+C-C+2"는 유닛 아래에 두 세트의 차축이 있음을 의미한다. 각 세트 내에는 두 개의 유휴 차축을 가진 가이드 대차가 있고, 그 안쪽에 힌지로 연결된 세 개의 동력 차축을 가진 대차가 있다. 1939년의 GE 증기 터빈 전기 기관차가 이 배열의 대표적인 예였다.

## 2-C1+2-C1-B
"2-C1+2-C1-B"는 다섯 개의 대차가 있음을 의미한다. 4축 대차의 처음 3개 차축과 마지막 대차의 2개 차축만이 동력을 받았으며, 처음과 중간 대차에는 각각 2개의 동력 없는 차축이 있었다. 이 배열의 유일한 예는 볼드윈 로코모티브 웍스가 체서피크 앤드 오하이오 철도를 위해 1947년에서 1948년 사이에 제작한 세 대의 독특한 석탄 연소 증기 터빈 기관차였다. 이 기관차는 때때로 M-1이라고 불린다.

## C-C+C-C
"C-C+C-C"는 유닛 아래에 네 개의 대차가 있음을 의미한다. 각 대차에는 세 개의 동력 차축이 있다. 이 유형의 유일한 예는 제너럴 일렉트릭이 유니언 퍼시픽을 위해 제작한 8500마력 (6.3 MW) 터빈 기관차였다. 이 기관차들은 두 개의 영구적으로 연결된 C-C 유닛으로 구성되었다.

## C+C-C+C
"C+C-C+C"는 네 개의 대차가 있음을 의미한다. 각 대차에는 세 개의 동력 차축이 있으며, 이들의 쌍은 스팬 볼스터로 연결되어 있다. 이 배열은 존 헨리 석탄 연소 증기 터빈 기관차에 사용되었는데, 이 기관차는 볼드윈 로코모티브 웍스가 노퍽 & 웨스턴 철도를 위해 1954년 5월에 제작했다.

## 1-D-1
"1-D-1"은 유닛 아래에 3개의 대차가 있음을 의미한다. 양쪽 끝에는 유휴 차축 1개를 가진 대차가 있고, 중앙 대차에는 4개의 동력 차축이 있다. 1904-1909년에 제작된 초기 뉴욕 센트럴 S-모터 제3궤조 전기 기관차 (그랜드 센트럴 터미널 전철화용)와 그레이트 노던 Z-1 전기 기관차 (캐스케이드 터널 전철화용)가 이 배열을 사용했다.

## 2-D-2
"2-D-2"는 세 개의 대차가 있음을 의미한다. 양쪽 끝에는 두 개의 유휴 차축을 가진 대차가 있고, 중앙 대차에는 네 개의 동력 차축이 있다. PRR R1 전기 기관차가 이 배열을 사용했다.

## D-D
"D-D"는 각각 4개의 동력 차축을 가진 두 개의 대차가 있음을 의미한다. EMD DD 유닛이 그 예이다.
D-D 기관차는 현재 거의 모든 기관차가 트윈 엔진 기관차였기 때문에 인기가 떨어졌다. 이들은 너무 적은 차축에 너무 많은 마력을 배치하여 편성을 다소 비유연하게 만들었다(각 기관차는 두 개의 프라임 무버를 특징으로 하여, 견인력과 동력에 관한 한 각 유닛은 본질적으로 공통 프레임에 고출력 B-B 기관차 한 쌍이었다). 실제로 D-D 유닛의 일반적인 구성은 선두 C-C 유닛과 후미 C-C 유닛을 포함하여 총 12,600 hp (9.4 MW) (총 4개의 프라임 무버) 정도였다.
오늘날의 고출력 C-C 유닛(각각 약 4,300 hp (3.2 MW))은 3대의 C-C 유닛이 일반적인 D-D 편성의 총 동력을 300 hp (220 kW) 초과한다(일반적인 D-D 편성보다 프라임 무버가 하나 적어 신뢰성을 크게 향상시키고 유지보수를 극적으로 줄인다).
D-D 배열은 고출력의 트윈-프라임-무버 기관차와 관련되어 있지만, 이는 단일 고출력 프라임 무버를 가진 D-D가 미래에 제작될 수 없다는 것을 의미하지 않으며, 2축, 8축 전기 기관차를 배제하지도 않는다. EMD DDM45는 SD45의 협궤 개조형으로, 더 작은 견인 전동기를 사용하기 위해 추가 차축이 필요했다.

## 2-D+D-2
"2-D+D-2"는 유닛 아래에 두 세트의 관절형 차축이 있음을 의미한다. 각 세트 내에는 두 개의 유휴 차축을 가진 대차가 있고, 그 안쪽에는 네 개의 동력 차축이 있다. 이 두 개의 관절형 세트는 등받이로 연결되어 있고 힌지로 연결되어 있다. 볼드윈 DR-12-8-1500/2 "센티피드" 디젤 기관차와 GE "리틀 조" 전기 기관차가 그 예이다.

## B-D+D-B
"B-D+D-B"는 유닛 아래에 두 세트의 관절형 차축이 있음을 의미한다. 각 세트 내에는 두 개의 동력 차축을 가진 대차가 있고, 그 안쪽에는 네 개의 동력 차축이 있다. 이 두 개의 관절형 세트는 등받이로 연결되어 있고 힌지로 연결되어 있다. 제너럴 일렉트릭이 그레이트 노던 철도를 위해 제작한 W-1 전기 기관차 클래스가 이 배열을 사용했다.

## 1B+D+D+B1
"1B+D+D+B1"은 유닛 아래에 네 세트의 관절형 차축이 있음을 의미한다. 각 끝에는 하나의 동력 없는 차축과 두 개의 동력 차축이 있으며, 네 개의 동력 차축 세트에 힌지로 연결되어 있다. 이 두 개의 관절형 세트는 등받이로 연결되어 있고 힌지로 연결되어 있다. "바이폴라" 전기 기관차가 밀워키 로드에서 사용되었는데, 이 배열을 사용했다.

## (B+B-B+B)+(B+B-B+B)
"(B+B-B+B)+(B+B-B+B)"는 각각 B+B-B+B 차륜 배열을 가진 두 개의 유닛이 있음을 의미한다. 버진리안 철도의 EL-2B 전기 기관차가 그 예이다.

## 같이 보기
- 차륜 배치
- UIC 분류
- 화이트 식 표기